# Euchrysops cyclopteris
Euchrysops cyclopteris är en fjärilsart som beskrevs av Butler 1876. Euchrysops cyclopteris ingår i släktet Euchrysops och familjen juvelvingar. Inga underarter finns listade i Catalogue of Life.